# Origin (musikalbum)
Origin är det norska black metal-bandet Borknagars sjunde studioalbum. Albumet utgavs 2006 av skivbolaget Century Media Records. Albumet innehåller många akustiska låtar. "Oceans Rise" är en akustisk version av låten som fanns med på albumet The Archaic Course från 1998.

## Låtlista
1. "Earth Imagery" – 4:52
2. "Grains" – 3:42
3. "Oceans Rise" – 6:05
4. "Signs" – 1:17
5. "White" – 4:45
6. "Cynosure" – 2:55
7. "The Human Nature" – 4:48
8. "Acclimation" – 4:30
9. "The Spirit of Nature" – 3:00

Alla låtar skrivna av Øystein Garnes Brun utan spår 5 som är skriven av Lars Are Nedland

## Medverkande
Musiker (Borknagar-medlemmar)
- Vintersorg (Andreas Hedlund) – sång
- Øystein Garnes Brun – gitarr
- Asgeir Mickelson – trummor
- Lars Are Nedland – keyboard, piano, bakgrundssång

Bidragande musiker
- Erik Tiwaz (Jan Erik Torgersen aka Tyr) – basgitarr
- Sareeta (Ingvild Anette Strønen Kaare) – violin
- Thomas Nilsson – cello
- Steinar Ofsdal – tvärflöjt, blockflöjt

Produktion
- Borknagar  – producent
- Børge Finstad – producent, ljudtekniker, ljudmix
- Øystein Garnes Brun – ljudmix
- Asgeir Mickelson – omslagskonst, foto
- Christophe Szpajdel – logo

### Fotnoter
1. ↑  Origin på discogs.com